# بلدة بيفر دام (ويسكونسن)
بيفر دام (بالإنجليزية: Beaver Dam (town), Wisconsin)‏ هي بلدة تقع بولاية ويسكونسن في الولايات المتحدة. تبلغ مساحتها 95.9 (كم²)، وترتفع عن سطح البحر 265 م، بلغ عدد سكانها 3440 نسمة في عام 2000 حسب إحصاء مكتب تعداد الولايات المتحدة وتصل الكثافة السكانية فيها 38.8 نسمة/كم2.

## وصلات خارجية
- The US50 - Cities and Towns in Wisconsin State
- Wisconsin Cities and Towns, Facts, Map, Flag, Colleges, Government, and More